# Greutbach (Bühler)
Der Greutbach ist ein unter zwei Kilometer langer Bach im Landkreis Schwäbisch Hall im nordöstlichen Baden-Württemberg, der gegenüber dem Weiler Unterscheffach der Gemeinde Wolpertshausen von links und Westsüdwesten in die untere Bühler mündet. Auf manchen Karten ist der Bach mit Kreutbach beschriftet. 

## Geographie

### Verlauf
Der Greutbach entsteht etwa 700 Meter nordnordwestlich der Ortsmitte des zum Schwäbisch Haller Stadtteil Tüngental gehörenden Weilers Otterbach zwischen den Feldgewannen Krumme Äcker und Kräuser. Dort, nahe an einer Feldweggabel, beginnt auf etwa 406 m ü. NHN ein zunächst etwa 600 Meter weit ostwärts laufender Graben.
Dann unterquert er die Kreisstraße K 2568 von Otterbach nach Unterscheffach und knickt in der kleinen Klingenwiese auf danach beständigen Nordostlauf. An einer von einer allein stehenden Eiche beschatteten Doline vorbei, tritt er nach etwa 150 Metern auf etwa 390 m ü. NHN in eine der für die Region typischen kleinen bewaldeten und tief eingeschnittenen Muschelkalk-Klingen ein, in der ihm auf dem größten Teilabschnitt die Kreisstraße linksseits am Hang folgt.
Nach etwa 0,7 km Schluchtlauf tritt der Bach am Rand der Flussaue zwischen den Sporngewannen Hörlebach links und Neuer Rain rechts aus dem Hangwald am linken Bühlertalrand. Die Straße, die sich zuletzt für einen Serpentinenschlag vom Bach entfernt hatte, erreicht und quert den Lauf und wird dann vom in nunmehr flachen Grabenlauf ziehenden Grabenlauf der Gewässers begleitet. Etwas über 0,2 km weiter mündet der Greutbach an der Straßenbrücke gegenüber dem Wolpertshausener Talweiler Unterscheffach im Rückstaubereich des wenig abwärts liegenden Flusswehrs der diesseits des Flusses liegenden Mühle auf 281,1 m ü. NHN in die untere Bühler.
Der etwa 1,7 km lange Bachlauf mündet etwa 125 Höhenmeter unter dem genannten Ursprung, das mittlere Sohlgefälle liegt also bei etwa 72 ‰. Er trocknet oft im Sommer auf weiten Strecken aus.

### Einzugsgebiet
Der Greutbach entwässert ein etwa 1,2 km² großes Einzugsgebiet, dessen höchster Punkt an der Nordwestecke auf über 417 m ü. NHN nahe bei Wolpertsdorf liegt. Es grenzt reihum
- im Norden kurz an den Einzugsbereich eines kleinen, bei diesem Weiler durch die Pfaffenklinge weiter abwärts zur Bühler laufenden Bachs
- an der Südwestseite an das des Rotbachs,
- an der Südseite an dessen Vorfluter Otterbach.

Von der Hangkante des Bühlertals im Nordosten laufen nur unbedeutende Hanggerinne der Bühler zu.   
Geologisch ist die Hochebene vom Muschelkalk aufgebaut, auf dem bis zum Hangknick des Bühlertals herab noch eine Lettenkeuperschicht liegt (Erfurt-Formation), auf den höchsten Teilen darüber noch eine Schicht im quartär abgelagerten Lösssediments. In der Klinge folgen dann Oberer und Mittlerer Muschelkalk, in dem der Greutbach mündet.
Das Gebiet gehört mit seinem oberen Teil zum Teilraum Haller Ebene des Naturraums Hohenloher und Haller Ebene, mit seinem unteren zum Teilraum Mittleres Kocher- und Unteres Bühlertal des Naturraums Kocher-Jagst-Ebenen. Die Naturraumgrenze folgt etwa der politischen Grenze zwischen der Schwäbisch Haller Stadtteilgemarkung Tüngental auf der Hochebene und dem Gemeindegebiet von Wolpertshausen ab der Linie des oberen Hangknicks des Bühlertals. Auf der offenen Hochebene, ein kleiner Zwickel der Waldinsel Hagenbusch an der Südostecke ausgenommen, liegen fast nur Felder, in der Greutbach-Klinge und am Bühlertalrand steht Hangwald. Das Einzugsgebiet ist unbewohnt.

### Zuflüsse
Liste der Zuflüsse und  Seen von der Quelle zur Mündung. Gewässerlänge, Einzugsgebiet und Höhe nach den entsprechenden Layern auf der Onlinekarte der LUBW. Andere Quellen für die Angaben sind vermerkt.
Ursprung des Greutbachs auf etwa 406 m ü. NHN nordnordwestlich des Weilers Otterbach zwischen den Feldgewannen Krumme Äcker und Kräuser.
- (Unbeständig wasserführender Graben), von rechts und Südosten auf etwa 390 m ü. NHN am Klingeneintritt, ca. 0,4 km und ca. 0,3 km². Entsteht auf etwa 405 m ü. NHN in einem Feld zwischen den Gewannen Eichwald und Am Mühlweg.
- (Unbeständig wasserführender Graben), von links und Nordwesten gleich nach dem vorigen, ca. 0,5 km und ca. 0,2 km². Entsteht auf unter 400 m ü. NHN im Feldgewann Greut zwischen zwei Feldern.

Mündung des Greutbachs von links und zuletzt Südwesten auf 281,1 m ü. NHN gegenüber Wolpertshausen-Unterscheffach zwischen dessen Mühle und dessen diesseits gelegener Mühle in die untere Bühler. Der Bach ist 1,7 km lang und hat ein Einzugsgebiet von ca. 1,2 km².

## Natur und Schutzgebiete
Die Doline unterm Eichbaum auf der Klingenwiese ist etwas über zehn Meter weit und bis etwa drei Meter tief. In der gleich folgenden Klinge fließt der Bach stellenweise unter Felswänden über kleine Abstürze an ausstreichenden Muschelkalkbänken, anderswo stehen nur isolierte Felsen oder liegt Blockschutz am Hang, der auch neben abgestürztem Holz oft den Grund bedeckt. Der laubwaldbetonte Klingenmischwald besteht im höchsten Abschnitt aus viel Ahorn und Esche, vielerorts breitet zur Vegetationszeit der Farn seine Wedel aus. Am Rand der Bühlertalaue dann passiert der hier schnurgerade neben der Kreisstraße laufende Bachgraben einen kleinen, mit Baum- und Strauchwerk überwachsenen ehemaligen Steinbruch auf der Gegenseite. 
An der Klingenwiese tritt der Bachlauf ins Landschaftsschutzgebiet Bühlertal zwischen Vellberg und Geislingen mit Nebentälern und angrenzenden Gebieten ein, von dem klingen- und hangabwärts nur die Siedlungsflächen von Unterscheffach ausgenommen sind und an der Mündung zuletzt das schmale, dort nur die Baumgalerie des Flusses umfassende Naturschutzgebiet Unteres Bühlertal.

### LUBW
Amtliche Online-Gewässerkarte mit passendem Ausschnitt und den hier benutzten Layern: Lauf und Einzugsgebiet des Greutbach

Allgemeiner Einstieg ohne Voreinstellungen und Layer: Daten- und Kartendienst der Landesanstalt für Umwelt Baden-Württemberg (LUBW) (Hinweise)
1. 1 2 3 4  Höhe nach dem Höhenlinienbild auf dem Hintergrundlayer Topographische Karte.
2. 1 2  Höhe nach schwarzer Beschriftung auf dem Hintergrundlayer Topographische Karte.
3. 1 2  Länge nach dem Layer Gewässernetz (AWGN).
4. 1 2  Einzugsgebiet abgemessen auf dem Hintergrundlayer Topographische Karte.
5. ↑  Länge abgemessen auf dem Hintergrundlayer Topographische Karte.
6. ↑  Schutzgebiete und Klingenbeschreibung nach den einschlägigen Layern

### Andere Belege
1. ↑  Geologie grob nach: Mapserver des Landesamtes für Geologie, Rohstoffe und Bergbau (LGRB) (Hinweise)
2. ↑  Wolf-Dieter Sick: Geographische Landesaufnahme: Die naturräumlichen Einheiten auf Blatt 162 Rothenburg o. d. Tauber. Bundesanstalt für Landeskunde, Bad Godesberg 1962. → Online-Karte (PDF; 4,7 MB)